# Phare de Westerlichttoren
Le phare de Westerlichttoren ou West Schouwen est un phare  situé à Haamstede (commune de Schouwen-Duiveland), province de Zélande aux Pays-Bas. Il est géré par le Rijkswaterstaat, l'organisation nationale de l'eau des Pays-Bas.
Il est classé monument national en 1982 par l'Agence du patrimoine culturel des Pays-Bas.

## Histoire
Conçu par L. Valk, il a été construit en 1837. Il est l’un des plus hauts phares des Pays-Bas. Son système optique actuel date de 1953. À l'origine, la lumière était une lampe à incandescence de 4.200 W, qui a été remplacée par une lampe à décharge de gaz de 2.000 W. La lanterne a été remplacée en 1979 et la vieille lanterne est maintenant exposée au bureau du maître de cloche à Burghsluis.
Un escalier de 226 marches, en pierre et partiellement en fer, mène au sommet. Le phare est automatisé et n'est pas accessible au public

## Description
Ce phare est une tour circulaire en fonte, avec une galerie et une lanterne de 50 m de haut. La tour est peinte en une spirale rouge et blanche le dôme de la lanterne est rouge. Il émet, à une hauteur focale de 58 m, trois brefs éclats blancs de 0.2 seconde par période de 15 secondes. Sa portée est de 30 milles nautiques (environ 55 km).
Il porte un radar Racon.
Identifiant : ARLHS : NET-029 ; NL-0324 -Amirauté : B0500 - NGA : 114-9576.
|             |
| La lanterne |

|          |
| Le phare |

|                     |
| L'ancienne lanterne |

### Lien connexe
- Liste des phares des Pays-Bas